# اجل معلق
اجل معلق فیلمی به کارگردانی و نویسندگی نصرت اله وحدت محصول سال ۱۳۴۹ است.

## بازیگران
- نصرت‌الله وحدت
- شیلا
- هوشنگ بهشتی
- افسون
- علی محمد رجایی
- پرستو
- فرشته
- طلوع
- مهران حیدری
- اشرف کاشانی